# DNA (musikalbum)
DNA är ett album (debutalbum) av den brittiska tjejgruppen Little Mix som släpptes den 16 november 2012. Albumet innehåller bland annat singeln DNA.
Albumet kartlagt i 8th i Sverige, men det är bäst känd för sina framgångar i USA. De är den första brittiska tjejgruppen som hade sitt debutalbum går rakt in i topp 5 i den amerikanska Billboard 100, och den första i världen sedan 2006. Deras album DNA har kartlagt i topp 5 i Storbritannien, Irland, Italien, Norge, Tjeckien, USA och Kanada, och har sålt över 2 miljoner världen över

## Låtlista
| Nr  | Titel                        | Kompositör | Producent(er)           | Längd |
| --- | ---------------------------- | --- | ----------------------- | ----- |
| 1.  | Wings                        | Little Mix, Tom Barnes, Ben Kohn, Iain James, Heidi Rojas, Erika Nuri, Michelle Lewis, Mischke Butler, Peter Kelleher, Kyle Coleman, Christopher Dotson | TMS                     | 3:39  |
| 2.  | DNA                          | Little Mix, Barnes, Peter Kelleher, Kohn, James | TMS                     | 3:56  |
| 3.  | Change Your Life             | Little Mix, Richard "Biff" Stannard, Tim Powell, Ash Howes                                                                                              | Stannard, Powell, Howes | 3:21  |
| 4.  | Always Be Together           | Ester Dean, Dapo Torimiro | DAPO                    | 4:26  |
| 5.  | Stereo Soldier               | Little Mix, James, Barnes, Kohn, Kelleher | TMS                     | 3:22  |
| 6.  | Pretend It's OK              | Little Mix, Luke Fitton, Brian Higgins, Miranda Cooper                                                                                                  | Xenomania               | 3:44  |
| 7.  | Turn Your Face               | Steve Mac, Priscilla Renea | Mac                     | 3:41  |
| 8.  | We Are Who We Are            | Mac, Wayne Hector, Ina Wroldsen | Mac                     | 3:03  |
| 9.  | How Ya Doin'?                | Little Mix, Lewis, Babalola, Lewis, Carter, Skinner, Volpeliere-Pierrot, Thorp, Brookhouse, Drummond                                                    | Future Cut              | 3:12  |
| 10. | Red Planet (featuring T-Boz) | Jon Levine, Autumn Rowe, Tionne "T-Boz" Watkins | Levine                  | 3:46  |
| 11. | Going Nowhere                | Little Mix, Nicola Roberts, Fred Ball, Iain James | Ball                    | 3:45  |
| 12. | Madhouse                     | Little Mix, James, Rufio Sandilands, Rocky Morris | Pegasus                 | 3:49  |